# Ypthima impura
Ypthima impura is een vlinder uit de onderfamilie Satyrinae van de familie Nymphalidae. De wetenschappelijke naam van de soort is voor het eerst geldig gepubliceerd in 1893 door Henry John Elwes & James Edwards.